# 53629 Andrewpotter
53629 Andrewpotter este un asteroid din centura principală de asteroizi.

## Descriere
53629 Andrewpotter este un asteroid din centura principală de asteroizi. A fost descoperit pe 7 februarie 2000 în cadrul proiectului CSS. Asteroidul prezintă o orbită caracterizată de o semiaxă mare de 2,34 ua, o excentricitate de 0,19 și o înclinație de 5,7° în raport cu ecliptica.